# Eta Pegasi
Pour les articles homonymes, voir Matar.
Désignations
Eta Pegasi (η Peg / η Pegasi, Êta Pegasi) est une étoile binaire de la constellation de Pégase. Elle porte le nom Matar, approuvé par l’Union astronomique internationale (UAI). Sa magnitude apparente combinée est de 2,94. D'après la mesure de sa parallaxe annuelle par le satellite Hipparcos, le système est situé à environ 214 années-lumière de la Terre. Il s'éloigne du Système solaire à une vitesse radiale de +4 km/s.

## Propriétés
Eta Pegasi est une binaire spectroscopique avec une période orbitale de 813 jours et avec une excentricité de 0,18,. L'étoile primaire est une géante lumineuse jaune de type spectral G2II et de magnitude 4,10. Elle est environ 3,5 fois plus massive que le Soleil et elle est âgée de 270 millions d'années. Le rayon de l'étoile est autour de 24,5 fois plus grand que le rayon solaire, elle est 330 fois plus lumineuse que le Soleil et sa température de surface est de 4 970 K. Elle tourne sur elle-même à une vitesse de rotation projetée de 1,4 km/s.
Sa compagne proche est quant à elle une étoile jaune-blanc de la séquence principale de type F0V. C'est une étoile de magnitude 6,90 qui a également été résolue par interférométrie des tavelures. Il y a également 2 étoiles de type G un peu plus éloignées dont on ignore si elles sont gravitationnellement liées à la paire principale[réf. nécessaire].

## Nomenclature et histoire

### Du ciel des Arabes à l’UAI

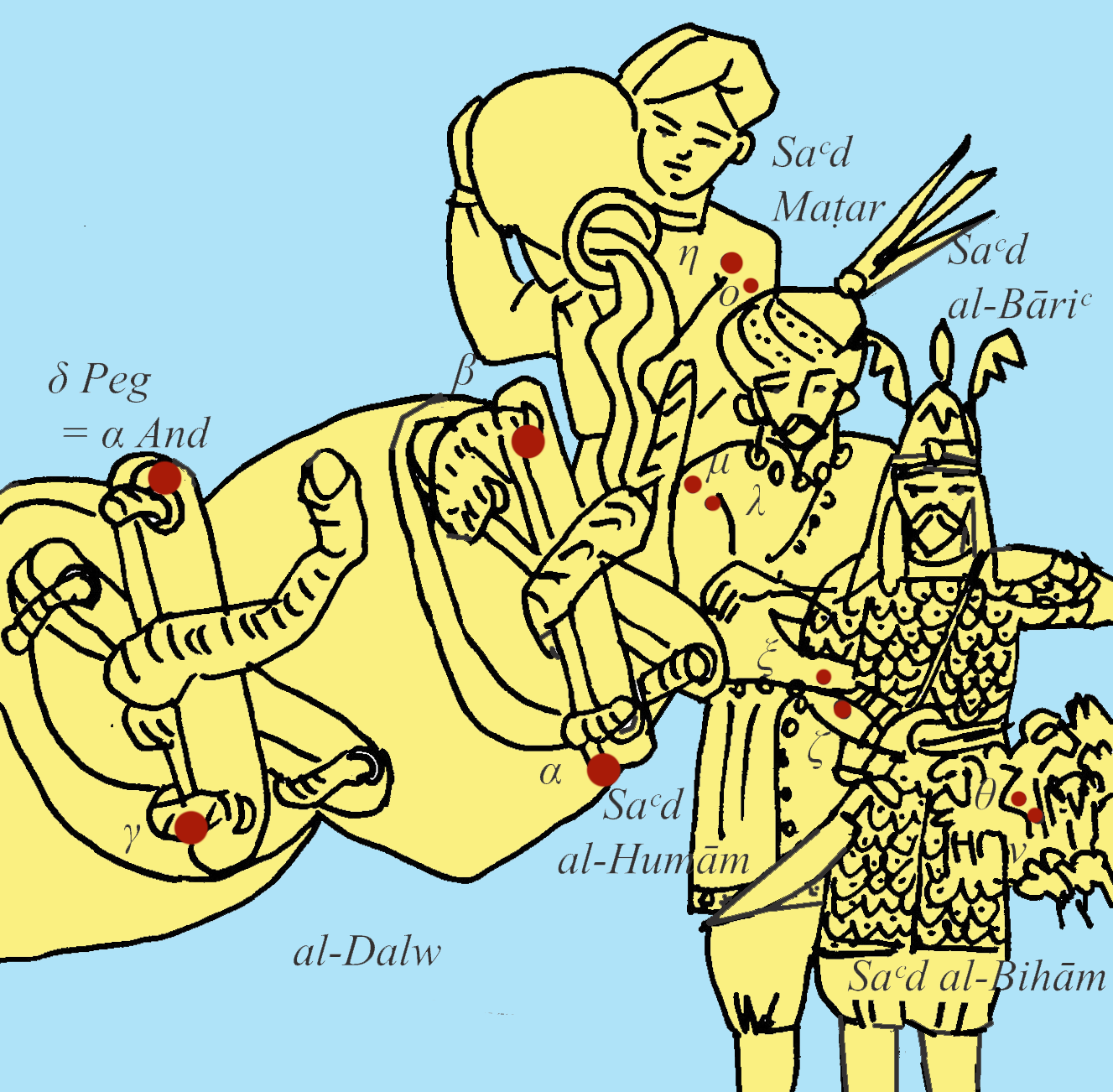
السعود al-Suᶜūd, « les Propices », et الدلوal-Dalw, « le Dalou », les figures correspondant à l'espace de Pégase dans le ciel arabe traditionnel.

η Pegasi, latinisé Eta Pegasi, est la désignation de Bayer de l'étoile. Elle porte également la désignation de Flamsteed de 44 Pegasi.
Matar, son nom officialisé par l'UAI, est, au départ, l’arabe سعد مطر Saᶜd Maṭar, appellation qui entre dans la longue série des Suᶜūd, les fameuses « Propices », et affectée au couple ζ et ξ Peg dans le ciel arabe traditionnel, c’est-à-dire le ciel formé sur la base des manāzil al-qamar ou « stations lunaires »,. Le second terme du nom traditionnel, soit l’arabe مطر Maṭar, apparaît comme un nom de personne toujours porté de nos jours et correspond, dans l’Antiquité arabe, à un nom de divinité liée à la pluie, laquelle se dit en arabe al-maṭar.
C’est à partir de la transcription Sa’d Mátar, donnée par Thomas Hyde (1665) dans sa traduction du زيجِ سلطانی Zīğ-i Sulṭānī ou « Tables sultaniennes » d’Uluġ Bēg (1437), que le nom a été formé, et cela en deux temps. Nous avons d’abord, par l’intermédiaire du philologue Friedrich Wilhelm Lach (1796), lequel retranscrit ‘sa’d mathar‘, le nom Sa’d mathar pour le couple η et ο Peg dans l’Uranographia de Johann Elert Bode (1801). Nous avons immédiatement après le nom Matar limité à η Peg par Giuseppe Piazzi (1814)(la) . Relevé par Richard Allen (1899) qui contribue à sa popularisation, c’est ce dernier qui prend le pas sur le précédent dans les catalogues du XXe siècle,.

### En chine
En astronomie chinoise traditionnelle, η Peg est connue comme 离宫四, soit « la 4e étoile » de l'astérisme de 离宫 (pinyin : Ligōng), « Partir (?) du Palais ».